# Schloss Grand-Vivy
Das Schloss Grand-Vivy ist ein ehemaliger Herrschaftssitz bei Barberêche (deutsch Bärfischen) in der Gemeinde Courtepin im Seebezirk des Kantons Freiburg in der Schweiz.

## Lage und Name
Das Schloss befindet sich auf einem Felsvorsprung nordöstlich von Barberêche und östlich von Cordast am Westufer des Schiffenensees, einem Stausee der Saane nördlich von Freiburg, der in den Jahren 1963 und 1964 entstand. Ähnlich wie bei der nahen Burg Petit-Vivy heisst die Strasse, die durch den gleichnamigen Weiler, hier eigentlich nur ein grosser Wirtschaftshof (französisch ferme du manoir), zum Schloss führt, wie Ort und Bauwerk „Grand-Vivy“. Die Herren von Vivier (1153 ersterwähnt) waren die ersten nachweisbaren Eigentümer, benannten sich also vermutlich nach der Lokalität. Da es hier keine römischen Siedlungsnachweise gibt, ist bisher aber keine schlüssige Erklärung des Namens gelungen, denn es ist unklar, ob die Burg oder der Wirtschaftshof älter ist. Der deutsche Name „Grossvivers“ ist zumindest jünger als der französische, da er erst im 15. Jahrhundert nachweisbar ist. Das lateinische Wort „vivarium“, deutsch Fischteich, könnte eine Erklärung bieten, zumal Barberêche deutsch Bärfischen heisst. Der Flurname Vivy tritt auch an anderen Stellen in der Schweiz auf, etwa bei Arconciel oder bei Echichens, so dass eine Herleitung von einem Toponym wahrscheinlich ist.

## Geschichte
Die Herren von Vivier besassen in der nahen Umgebung eine Reihe von Siedlungen. Sie spielten im Hochmittelalter auch in Bezug auf die Vogtei Kerzers und beim Kloster Frienisberg, also westlich von Bern, eine Rolle. Grand-Vivy war aber ihr eigentlicher Herrschaftssitz. Die Nähe zu Freiburg führte dazu, dass Conrad, Sohn von Ulrich von Vivier, im Jahr 1270 Schultheiss der Stadt wurde. Conrad von Vivier blieb aber zugleich auch der letzte Vertreter der Familie, die mit seinem Tod um das Jahr 1293 ausstarb. Seine Neffen, die Herren von Schloss Pont, traten daher sein Erbe an. Im Rahmen der Übergabe an die Herren von Pont wird Grand-Vivy als veteri Viver (deutsch das alte Vivier) erwähnt, Petit-Vivy hingegen als castrum de viver (deutsch Burg von Viver). Dies deutet darauf hin, dass Petit-Vivy zuvor – vermutlich im späten 13. Jahrhundert – zum neuen Hauptsitz erkoren worden war, beide aber zunächst Teil einer gemeinsamen Herrschaft blieben. Wie die Burg angesichts der komplizierten Verhältnisse des Mitherrentums von Pont verwaltet wurden, ist nicht bekannt.
Die Lehnsherrschaft übten im 13. Jahrhundert die Grafen von Neuenburg, dann die Grafen von Kyburg und schließlich die Grafen von Thierstein aus. Spätestens im Jahr 1363 scheint man die Herrschaften getrennt zu haben, denn nur Petit-Vivy ist zu diesem Zeitpunkt im Besitz eines Guillaume de Treyvaux (deutsch Wilhelm von Treffels), Grand-Vivy hält hingegen Pierre de Pont. Im Jahr 1423 sind Othon und Jean Oguey als Herren von Grand-Vivy nachweisbar, haben also inzwischen die Herren von Pont abgelöst. Zudem ist nun die Stadt Freiburg neuer Lehnsherr, aber offenbar noch nicht vollständig im Besitz. Im Jahr 1441 erfolgte die Rückgabe an Freiburg, das die Herrschaft 1442 vollständig von den Grafen von Tierstein erwarb und bis zum Jahr 1798 dem Hospital unterstellte. Die freiburgische Patrizierfamilie de Praroman, die seit 1466 Petit-Vevy besass, erwarb im Jahr 1540 auch Grand-Vivy. Für einige Jahrzehnte (bis 1623) waren somit wieder beide Burgen in einer Hand. Im Jahr 1671 trennte sich die Patrizierfamilie auch von Grand-Vivy, denn es kam durch eine Heirat an die Familie Fégely, der erst im Jahr 1905 neue Besitzer folgten: die Familie Maillardoz. Auch diese behielt das Schloss mehr als 100 Jahre. Somit wurde hier auch nie eine – wirtschaftlich schädliche – Verteilung des Besitzes vollzogen, wie sie Petit-Vivy erleben musste.

## Beschreibung
Aus der Erwähnung als „das alte Vivier“ im Jahr 1293 schlussfolgert Schöpfer, dass die Höhenburg vom Typus einer Wasserburg schon damals Ruine war, denn sie wird podium genannt, was darauf hindeuten dürfte, dass keine oberirdischen Gebäudereste mehr erhalten waren. Es könnte zudem belegen, dass der erste Bau nur aus Holz bestand und dass somit einzig die Motte übrig blieb. Als Anna de Praroman im Jahr 1607 die Burgstelle erbt, wird erwähnt, dass dort eine alte Eiche wachse, was ebenfalls für eine blossen Erdhügel spricht. Im Jahr 1616 hat sie auf der Burgstelle ein Steinhaus mit Treppenturm errichten lassen, das architektonisch noch an die Spätgotik erinnerte. Zudem liess sie eine Kapelle errichten, die St. Anna geweiht war. Die Jahreszahl 1628 an der Decke eines Salons dürfte den Abschluss der Arbeiten unter ihrem Bruder und Erben Nicolas belegen, dessen Initialen dort ebenfalls zu finden sind.
Das Aussehen des Bauwerks ist durch historischen Ansichten von Charles de Castella, selbst Sohn einer de Praroman sowie des Landvogts von Montagny, der es von Osten abbildet, und Joseph de Landerset, der es 1795 mit Gouache von Westen her malte, gut dokumentiert. Es handelte sich um ein Herrenhaus mit einem Turm im Westen, wie es sich noch heute darstellt. Das Dach zierten drei überdimensionierte Kamine, von denen nur der mittlere erhalten ist, wohingegen der linke gestutzt und der rechte ganz beseitigt wurde.
Im Jahr 1857 wurde der Genfer Architekt Jean-Daniel Blavignac (1817–1876) mit dem Entwurf eines Umbauplans beauftragt, doch dieser fiel zu teuer aus, sodass de Fégely einen namentlich nicht bekannten Architekten beauftragt, der das Schloss in den 1860er Jahren umbaute und einen Park anlegte, wofür er das Tor nach Westen verlegte und eine Scheune abriss. In dieser schonend veränderten Gestalt präsentiert sich das Bauwerk noch heute. Nachweisbar besass das Schloss früher einen schützenden Wassergraben. Dieser wurde im 19. Jahrhundert zugunsten des Parks verfüllt. Auch die Dachgestalt, die Dachgauben und Wetterfahnen (mit Wappen) stimmen mit den historischen Ansichten überein. Einzig die Zahl der Fenster hat sich erhöht.
Etwas stärker veränderte man hingegen die Ostseite. Hier befand sich eine offene Galerie, die zu einem Turm an der Hangkante führte, der als Latrinenturm (artverwandt mit den mittelalterlichen Dansker) diente. Dieser hatte dieselbe Höhe wie die Galerie, präsentiert sich heute aber als zweiter Turm des Schlosses, denn er erreicht seit dem Umbau der 1860er Jahre dieselbe Dachhöhe wie der Turm an der Westseite. Während der Westturm rund ist und ein achteckiges Dach besitzt, ist der Turm im Nordosten quadratisch und ebenso sein Dach, welches an jeder Seite eine Dachgaube ziert. Die Galerie an der Ostseite wurde verschlossen und somit in das Gebäude gezogen. Ihr Dach wurde in eine Terrasse umgewandelt, zudem wurde ein historisierender Balkon unterhalb angebaut. Auf dem Dach wurden Gauben und Kamine ergänzt.
Die Fenster sind fast alle rechteckig gestaltet, wurden aber teilweise zu quadratischen Doppelfenstern sowie an der Nord- und Südseite zu Dreiergruppen angeordnet. Am Westturm finden sich im oberen Bereich Schiessscharten. Sein Nordeingang stammt aus dem 19. Jahrhundert. Die Gebäudeecken des Schlosses werden durch Ecksteine betont. Südöstlich des Schlosses zeigt die Ansicht aus dem 18. Jahrhundert eine kleine Kapelle (8,05 × 5,00 Meter) mit achteckigem Dachreiter und Apsis. Sie stammte aus dem Jahr 1616 und wurde beim Einmarsch der Franzosen im Jahr 1798 verwüstet. Beim Umbau des 19. Jahrhunderts wurde sie mit einer historisierenden Westfassade mit Fialen, Fensterrose und einer krönenden Annenfigur versehen. Die Weihe erfolgte erst 1884. Ein westlich unterhalb des Schlosses stehendes Gebäude (13,3 × 8,3 Meter) wurde vermutlich als Gartenhaus geplant, wobei zunächst dessen Dachboden als Wintergarten eingerichtet wurde. Ein ehemaliger Anbau lässt aber erahnen, dass man sich später – zumindest zeitweise – für diese abweichende Lösung entschied. Das Gebäude ist am Türsturz mit dem Jahr 1722 datiert, seine Mauern stammen aber noch aus dem 17. Jahrhundert. Das Schweizerische Inventar der Kulturgüter von nationaler und regionaler Bedeutung führt das Schloss auf seiner Liste als A-Objekt – d. h., es besitzt nationale Bedeutung – mit der KGS-Nummer 1945.